# Рищук Євген Миколайович
Рищук Євген Миколайович (12 квітня 1977, с. Сиваське, Новотроїцький район, Херсонська область) — український підприємець та політик, з 2020 — голова Олешківської громади.

## Життєпис
Народився 12 квітня 1977 році в с. Сиваському, Новотроїцького району, батько — комбайнер, мати — робітниця зернового току. Після закінчення школи в 1994 році вступив до Херсонського аграрного університету. У 1999 році заснував агрохімічну компанію UKRAVIT («Укравіт»). Освіта: вища, у 1998 році закінчив Херсонський державний аграрний університет, агроном, кандидат сільськогосподарських наук. Голова постійної комісії обласної ради з питань промисловості, агропромислового комплексу, міжнародного співробітництва та інвестицій.
У 2006 році отримав звання кандидата сільськогосподарських наук, захистивши дисертацію на тему впливу добрив на вирощування сої в південних регіонах України.
З 2007 року очолює Херсонський обласний осередок Всеукраїнського об'єднання «Українська аграрна конфедерація».
З 2015 року очолює Федерацію кінного спорту Херсонської області.
З 2009 по 2016 — директор товариства з обмеженою відповідальністю «Укравіт», м. Херсон;
2016 по 2019 — заступник голови Херсонської обласної державної адміністрації з питань аграрного і промислового комплексу, екології та природних ресурсів.
З 2015 по 2020 — депутат Херсонської обласної ради від Блоку Петра Порошенка Солідарність.
У 2019 році балотувався до Верховної Ради 9-го скликання як самовисуванець по 186 округу, Херсонська область, але вибори програв, набравши близько 16 % голосів виборців .
З 2019 по жовтень 2020 — займався підприємницькою діяльністю.
26 жовтня 2020 обраний головою Олешківської ОТГ

## Скандали
У липні 2019 року благодійний фонд Євгена Рищука організував поїздки у кінний клуб «Grand Prix», що належить самому Рищуку та знаходиться у селі Праві Саги, що розцінювалось як непрямий підкуп виборців.
У вересні 2019 у ЗМІ набув розголосу інцидент щодо бійки між Євгеном Рищуком та депутатом Олешківської райради Романом Чухаловим.
У липні 2021 поліція відкрила кримінальне провадження за ст.160 (Підкуп виборця, учасника референдуму) щодо осіб, які звіряли прізвища тих, хто має проголосувати за Євгена Рищука у Голопристанському районі Херсонської області.

## Нагороди
Заступника голови Херсонської обласної державної адміністрації Євгена Рищука на засіданні Херсонської обласної ради нагороджено за багаторічну сумлінну працю, високий професіоналізм та вагомий особистий внесок у реалізацію завдань сучасної державної політики Почесною грамотою Кабінету Міністрів України, Грамотою Командувача військ оперативного командування «Південь» та Почесною грамотою голови Херсонської обласної державної адміністрації.

## Родина
Сімейний стан — одружений, має двох доньок.